# Perú en la clasificación de Conmebol para la Copa Mundial de Fútbol de 1966
La Selección de fútbol del Perú fue una de las nueve selecciones de fútbol que participaron en la clasificación de Conmebol para la Copa Mundial de Fútbol de 1966, en la que se definieron los representantes de Conmebol para la Copa Mundial de Fútbol de 1966, que se desarrolló en Inglaterra.

## Sistema de juego
Los 9 equipos se dividieron en 3 grupos de tres equipos. Obtendrían la clasificación los campeones de cada grupo, y en caso de empate a puntos se resolvería la clasificación con un partido de desempate. Brasil ya había obtenido la clasificación por haber resultado campeón en el Mundial de Chile 1962.

## Breve historia
El Perú integró el grupo 1 junto con las selecciones de Uruguay y de Venezuela. El primer partido se llevó a cabo en Lima el 16 de mayo de 1965 contra Venezuela, sin embargo, debido a la tenaz defensa de los venezolanos solo pudieron ganar gracias a un gol de penal de Víctor "Pitín" Zegarra. Dos semanas después se jugó el encuentro de vuelta en Caracas, pero en esta oportunidad, el Perú goleó por 6 a 3 a la Vinotinto. En las fechas siguientes, Uruguay vencería al Perú tanto en el partido de ida como de vuelta, clasificando al mundial.

## Tabla final de posiciones
| Equipo    | Pts. | PJ | PG | PE | PP | GF | GC | Dif. |
| --------- | ---- | -- | -- | -- | -- | -- | -- | ---- |
| Uruguay   | 8    | 4  | 4  | 0  | 0  | 11 | 2  | 9    |
| Argentina | 7    | 4  | 3  | 1  | 0  | 9  | 2  | 7    |
| Chile     | 5    | 4  | 2  | 1  | 1  | 12 | 7  | 5    |
| Ecuador   | 5    | 4  | 2  | 1  | 1  | 6  | 5  | 1    |
| Perú      | 4    | 4  | 2  | 0  | 2  | 8  | 6  | 2    |
| Paraguay  | 3    | 4  | 1  | 1  | 2  | 3  | 5  | -2   |
| Bolivia   | 2    | 4  | 1  | 0  | 3  | 4  | 9  | -5   |
| Colombia  | 2    | 4  | 1  | 0  | 3  | 4  | 10 | -6   |
| Venezuela | 0    | 4  | 0  | 0  | 4  | 4  | 15 | -11  |

## Partidos

### Grupo 1
| Equipo    | Pts | PJ | PG | PE | PP | GF | GC |
| --------- | --- | -- | -- | -- | -- | -- | -- |
| Uruguay   | 8   | 4  | 4  | 0  | 0  | 11 | 2  |
| Perú      | 4   | 4  | 2  | 0  | 2  | 8  | 6  |
| Venezuela | 0   | 4  | 0  | 0  | 4  | 4  | 15 |

#### Local
| 16 de mayo de 1965 | Perú                      | 1:0 (1:0) | Venezuela | Estadio Nacional, Lima                                      |                                                             |
|                    | Víctor Zegarra 36' (pen.) |           |           | Asistencia: 43, 000 espectadores Árbitro(s): Enrique Marino | Asistencia: 43, 000 espectadores Árbitro(s): Enrique Marino |

| 6 de junio de 1965 | Perú | 0:1 (0:1) | Uruguay             | Estadio Nacional, Lima                                      |                                                             |
|                    |      |           | José Urruzmendi 77' | Asistencia: 44, 033 espectadores Árbitro(s): Claudio Vicuña | Asistencia: 44, 033 espectadores Árbitro(s): Claudio Vicuña |

#### Visitante
| 2 de junio de 1965 | Venezuela                                                   | 3:6 (0:3) | Perú                                                                | Estadio Olímpico, Caracas                                          |                                                                    |
|                    | Rafael Santana 32' · Humberto Scovino 46' · Freddy Elie 89' |           | Pedro León 43' 62' 68' · Luis Zavala 40' 81' · Nemesio Mosquera 10' | Asistencia: 12, 500 espectadores Árbitro(s): José Antonio Sundheim | Asistencia: 12, 500 espectadores Árbitro(s): José Antonio Sundheim |

| 13 de junio de 1965 | Uruguay                            | 2:1 (1:0) | Perú                    | Estadio Centenario, Montevideo                               |                                                              |
|                     | Héctor Silva 20' · Pedro Rocha 62' |           | Jesús Peláez Miranda 2' | Asistencia: 58, 413 espectadores Árbitro(s): Armando Marques | Asistencia: 58, 413 espectadores Árbitro(s): Armando Marques |

## Jugadores
Listado de jugadores que participaron en la Clasificación a la Copa Mundial 1966:
| Nombre                 | Posición      | Clubes                    |
| ---------------------- | ------------- | ------------------------- |
| Luis Rubiños           | Portero       | Sporting Cristal          |
| Rodolfo Bazán          | Portero       | Alianza Lima              |
| José Fernández         | Defensa       | Universitario de Deportes |
| Nicolás Fuentes        | Defensa       | Universitario de Deportes |
| Julio Meléndez         | Defensa       | Defensor Arica            |
| Anselmo Ruíz           | Defensa       | Defensor Arica            |
| Rodolfo Guzmán         | Defensa       | Alianza Lima              |
| Héctor Chumpitaz       | Defensa       | Universitario de Deportes |
| Eloy Campos            | Defensa       | Sporting Cristal          |
| Luis Calderón          | Mediocampista | Universitario de Deportes |
| Jesús Peláez Miranda   | Mediocampista | Sporting Cristal          |
| Manuel Grimaldo        | Mediocampista | Alianza Lima              |
| Víctor Zegarra         | Mediocampista | Alianza Lima              |
| Luis Cruzado Sánchez   | Mediocampista | Universitario de Deportes |
| Tomás Iwasaki          | Delantero     | Universitario de Deportes |
| Napoleón Rodríguez     | Delantero     | Defensor Arica            |
| Nemesio Mosquera       | Delantero     | Defensor Arica            |
| José Carrasco          | Delantero     | Deportivo Municipal       |
| Ángel Uribe            | Delantero     | Universitario de Deportes |
| Enrique Rodríguez Piña | Delantero     | Universitario de Deportes |
| Víctor Calatayud       | Delantero     | Universitario de Deportes |
| Ítalo Cavagnari        | Delantero     | Defensor Lima             |
| José del Castillo      | Delantero     | Sporting Cristal          |
| Pedro Pablo León       | Delantero     | Alianza Lima              |

## Goleadores
Leyenda:

: goles.

PJ: partidos jugados.

| Jugador          |   | PJ |
| ---------------- | - | -- |
| Pedro León       | 3 | 4  |
| Luis Zavala      | 2 | 4  |
| Nemesio Mosquera | 1 | 4  |
| Jesús Peláez     | 1 | 4  |
| Víctor Zegarra   | 1 | 3  |